# پاول ویتگنشتاین
پاول ویتگنشتاین (آلمانی: Paul Wittgenstein؛ ‏ ۵ نوامبر ۱۸۸۷ – ۳ مارس ۱۹۶۱) موسیقی‌دان و نوازنده پیانو اتریشی-آمریکایی بود. او به‌واسطهٔ قطع دست راستش در جریان جنگ جهانی اول، ساختِ آهنگ‌هایی را به آهنگسازان دیگر سفارش می‌داد که قابل اجرا «تنها با دست چپ» باشد. او فنون نوینی بدین منظور ابداع کرد که از جمله می‌توان به روش‌های تلفیقی «حرکت‌های دست چپ» در ترکیب با «پدال پیانو» اشاره کرد که به او امکان اجرای نت‌هایی را می‌داد که پیش از آن، برای نوازندگان یک‌دست غیرممکن به نظر می‌رسید.
وی برادرِ بزرگترِ فیلسوف مشهور لودویگ ویتگنشتاین است.

## اوایل زندگی

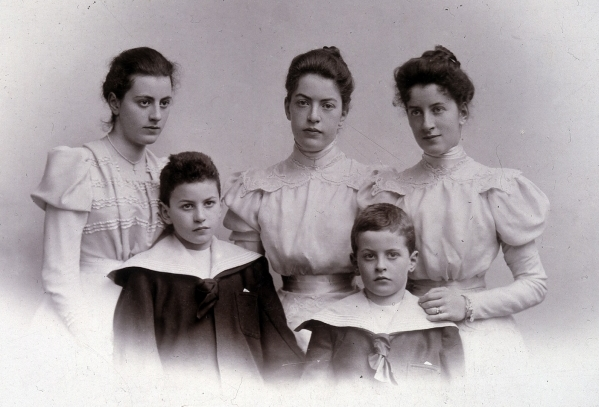
پاول ویتگنشتاین (جلو، چپ) در کنار خواهر و برادرانش.

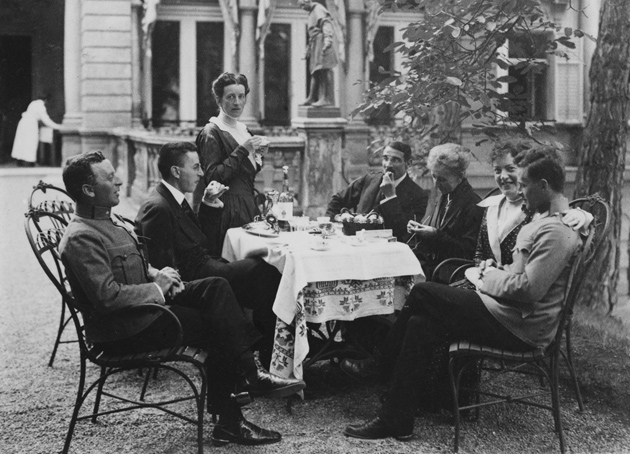
خانوادهٔ ویتگنشتاین در وین (۱۹۱۷). از چپ: کورت، پاول و هرمینه ویتگنشتاین؛ دامادشان مَکس سالتزر؛ مادر، لئوپولدینه ویتگنشتاین؛ هلنه ویتگنشتاین سالتزر و لودویگ ویتگنشتاین

پاول در وین به‌دنیا آمد. پدرش کارل ویتگنشتاین و مادرش «لئوپولدینه ماریا یوزفا کالموس» بودند و او در خانواده‌ای مسیحی بزرگ شد. پیش‌تر، سه نیای او از دین یهودی به مسیحیت گرویده بودند. تنها مادربزرگ مادری‌اش، تبار یهودی نداشت. برادرش لودویگ دو سال پس از او به‌دنیا آمد. چهره‌های فرهنگی برجسته‌ای غالباً به منزل آنها رفت‌وآمد داشتند که از آن میان، می‌توان به یوهانس برامس، گوستاو مالر، یوزف لابور و ریشارد اشتراوس اشاره کرد و پاول جوان با آنها دونوازی می‌کرد. مادربزرگ او «فانی ویتگنشتاین» خویشاوندی هم‌نیایی با نوازندهٔ ویولن یوزف یواخیم داشت و او را به فرزندخواندگی پذیرفته و با خود به لایپزیگ برده بود تا زیر نظر فلیکس مندلسون موسیقی بیاموزد.
پاول ابتدا زیر نظر «مالوین بره» و بعدها زیر نظر نوازندهٔ برجستهٔ لهستانی تئودور لشه‌تیتسکی موسیقی آموخت و نخستین اجرای عمومی رسمی‌اش را در سال ۱۹۱۳ میلادی انجام داد که با بازخوردهای مطلوبی همراه بود. یک سال بعد، جنگ جهانی اول شروع شد و او به خدمت سربازی فراخوانده شد. بازوی راست او در جریان نبرد گالیتسیا مورد اصابت گلوله قرار گرفت و خودش به اسارت نیروهای روسی درآمد که در نهایت، منجر به قطع بازوی راست او شد.

## حرفهٔ جدید به عنوان نوازندهٔ پیانوی یک‌دست
طی دوران نقاهت در اردوگاه اسرای جنگی در امسک سیبری، او تصمیم گرفت که به حرفهٔ نوازندگی پیانو با دست چپ خود ادامه دهد. او از طریق سفیر دانمارک نامه‌ای به استاد پیشین خود، یوزف لابور که نابینا بود، نوشت و از او خواست کنسرتی برای اجرا با دست چپ برایش بنویسد. لابور بلافاصله پاسخ داد و اظهار داشت که پیش‌تر، کار بر روی چنین قطعه‌ای را آغاز کرده بود. طی یک سال بعدی، پاول به شدت مشغول مطالعه شد تا قطعاتی را برای اجرا با دست چپ تنظیم کند و آهنگی را توسط لابور نوشته شده بود، تمرین کرده و یاد بگیرد. سرانجام بار دیگر او به اجرای کنسرت بازگشت. بسیاری از منتقدان گفتند برای کسی که تنها با یک دست می‌نوازد، اجرای بسیار خوبی بود؛ اما او همچنان مصمم به پیشرفت بود.
پاول سپس به آهنگسازان مشهورتری روی آورد و از آنها خواست قطعاتی برای او (جهت اجرا با دست چپ) بنویسند. بنجامین بریتن، پل هیندمیت، الکساندر تانسمان، اریک ولفگانگ کورنگلد، سرگئی پروکفیف، کارل وایگل، فرانتس اشمیت، سرگئی بورتکویچ و ریشارد اشتراوس همگی قطعاتی برای او ساختند. موریس راول «کنسرتوی پیانو برای دست چپ» را نوشت که بیشتر از هر قطعه موسیقی دیگری که برای ویتگنشتاین ساخته شده بود، شهرت یافت. با این حال ویتگنشتاین تغییراتی در آن اعمال کرد که راول را خشمگین ساخت و ایندو هرگز دیگر آشتی نکردند.
ویتگنشتاین تمام قطعاتی را که سفارش داده بود، اجرا نکرد. او به سرگئی پروکفیف گفت که «کنسرتوی پیانو شمارهٔ ۴» او را درک نمی‌کند، اما بالاخره روزی آن را خواهد نواخت که البته هرگز چنین نکرد. او بعدها گفت: «حتی پروکفیف یک کنسرتوی پیانو برایم نوشته‌است که آن را هنوز اجرا نکرده‌ام، چون منطق درونی اثر برایم روشن نیست و طبعاً تا زمانی که آن را درک نکنم، نمی‌توانم اجرایش کنم.» او بی‌درنگ «موسیقی پیانو برای ارکستر، اپوس ۲۹» پل هیندمیت را رد کرد و نت‌های آن را در میان مدارک خود مخفی کرد و تنها در سال ۲۰۰۲ میلادی، پس از مرگ همسرش بود که این نت‌ها یافت شد (که در این زمان، ۳۹ سال از مرگ هیندمیت می‌گذشت). او قادر به اتخاذ تصمیمات اینچنینی (اجرا نکردن آهنگ‌ها) بود، چرا که در قراردادش با آهنگسازان، این شرط را می‌گنجاند که حق اجرای انحصاری این قطعات را در طول حیاتش متعلق به او خواهد بود.
او در ۵ ژوئن ۱۹۵۰ در نامه‌ای به زیگفرید راپ و ضمن رد درخواست او برای اجرای یک قطعه موسیقی از پروکفیف نوشت:
شما خانه نمی‌سازید که فرد دیگری برود و در آن زندگی کند. من این قطعه موسیقی‌ها را سفارش دادم و بابتش پول پرداخت کردم و کل ایدهٔ آن هم متعلق به من است… به‌هر صورت، این آثار که من حق انحصاری اجرای‌شان را دارم، تا زمانی که زنده‌ام و اجرای عمومی دارم، متعلق به من خواهند ماند؛ و این موضوع درست و منصفانه است. هر وقت مُـردم یا دیگر قادر به اجرای کنسرت نبودم، آن وقت این آثار در اختیار دیگران قرار خواهد گرفت؛ چرا که قصدم آن نیست که در کتابخانه‌ها خاک بخورند و به آهنگسازان‌شان زیان و خسارت وارد شود.
(زیگفرید راپ قرار بود در سال ۱۹۵۶ میلادی، ۵ سال پیش از مرگ ویتگنشتاین، «کنسرتوی پیانو شمارهٔ ۴» پروکفیف را اجرا کند).
بسیاری از قطعاتی را که ویتگنشتاین سفارش داده بود، بعدها توسط نوازندگان پیانو و با دو دست اجرا می‌شوند، به‌خصوص توسط هنرمند اتریشی فردریش وورر که مدعی بود از صاحب اثر مجوز گرفته‌است، اما به سبب اعتراض‌های ویتگنشتاین، آثار نوشته‌شده توسط فرانتس اشمیت را که در اصل برای اجرا با دست چپ بود، مجدداً برای اجرای دو دستی تنظیم کرد. نوازندگانی پیانویی چون لئون فلیشر و ژوآو کارلوس مارچینس که پس از ویتگنشتاین به‌دنیا آمده و بنا به دلایلی توانایی اجرا با دست راست خود را از دست داده بودند، آثاری را که به سفارشِ ویتگنشتاین نوشته شده بود، اجرا کردند. البته فلیشر بعدها عملکرد دست راست خود را بازیافت.
شهرت پس از مرگ پاول ویتگنشتاین به‌عنوان نوازندهٔ پیانو مورد مناقشه بوده‌است. «الکساندر واف» در کتاب «خاندان ویتگنشتاین: خانواده‌ای در جنگ» می‌نویسد که «مابین ۱۸۲۸ تا ۱۹۳۴ میلادی، ویتگنشتاین یک نوازندهٔ پیانو در سطح جهانی بود که احساس و توانایی تکنیکی عالی داشت»، اما نوازندگی‌اش «به‌طور فزاینده‌ای گوش‌خراش و سنگین‌دست شد». بسیاری از مدیران و رهبران ارکستر که یک‌بار از او برای اجرا دعوت کرده بودند، دیگر برای بار دوم این کار را تکرار نکردند. گرایش ویتگنشتاین برای تغییر و بازنویسی آهنگ‌های سفارش داده‌شده‌اش، بدون کسب اجازه از صاحب اثر، به این جایگاه بحث‌برانگیزش در دنیای موسیقی دامن زده بود.
خانوادهٔ ویتگنشتاین سه نسل پیش‌تر از سمت پدری و دو نسل قبل‌تر از سمت مادری، به مسیحیت گرویده بودند، اما با این حال، از تبار یهودیان به حساب می‌آمدند و مطابق قوانین نورنبرگ جزء یهودیان طبقی‌بندی می‌شدند. پس از برآمدن و قدرت گرفتنِ حزب نازی آلمان و واقعهٔ آنشلوس (پیوست اتریش)، پاول سعی کرد خواهران بزرگترش «هرمینه» و «هِـلنه» را (که ۶۹ و ۶۴ سال سن داشتند) متقاعد نماید که از وین خارج شوند، اما آنان از این خواسته سر باز زدند و گفتند که به وطن‌شان دلبسته‌اند و باور ندارند که خانوادهٔ برجسته و مشهوری چون خانوادهٔ ویتگنشتاین در خطر جدی باشد. برادر دیگر آنان لودویگ از چندی قبل ساکن انگلستان بود و خواهر دیگرش مارگارت (گرتل) با یک آمریکایی ازدواج کرده بود. پاول که دیگر در حکومت نازی‌ها اجازهٔ اجرای عمومی برنامه نداشت، در سال ۱۹۳۸ میلادی به ایالات متحده آمریکا کوچ کرد و در آنجا با گرتل و همچنین با کمک لودویگ (که در سال ۱۹۳۹ شهروندی بریتانیا را کسب کرد) توانست اختیارِ دارایی‌های خانواده را (که اغلب در خارج وطن بود) به‌دست آورده و ارتباط‌های حقوقی لازم برای کسب «وضعیت غیر-یهودی» برای خواهران بزرگش را مهیا کنند.
سرمایهٔ خانوادهٔ ویتگنشتاین شامل املاک و دارایی‌های دیگر در آلمان و سرزمین‌های اشغالی بود که ارزش‌شان به ۶ میلیارد دلار آمریکا می‌رسید و بزرگترین دارایی خصوصی در اروپا محسوب می‌شد. تقریباً تمامی این دارایی‌ها و املاک به نازی‌ها داده شد تا در مقابل، با استفاده از تبصره و تفسیر خاص از قانون نژادی موجود، به دو خواهر بزرگ اجازه داده شود تا در قصرشان در وین به زندگی خود ادامه دهند.

## زندگی شخصی
همسر پاول ویتگنشتاین «هیلده» یکی از شاگردان او بود و آنها پس از ازدواج ۲ فرزند به دنیا آوردند. نطفهٔ اولین فرزندشان، هنگامی که هیلده ۱۸ سال و پاول ۴۷ سال داشت بسته شد. چون هیلده یهودی نبود، پاول ویتگنشتاین در معرضِ اتهامِ «ناپاک‌سازی نژادی» یا «هتک حرمت خونی» (آلمانی: Rassenschande) بود و به همین سبب او در سال ۱۹۳۸ به نیویورک گریخت. وقتی همسر و فرزند او در سال ۱۹۴۱ به او در آمریکا پیوستند، او آنها را در خانه‌ای در لانگ آیلند جای داد و خودش در تعطیلات آخر هفته از آپارتمان خود در «ریورساید درایو» در منهتن به آنها سر می‌زد. ویتگنشتاین در سال ۱۹۴۶ میلادی، شهروندی آمریکا را دریافت داشت و باقی عمر خود را در آن کشور ماند و به تدریس پیانو و اجرای برنامه پرداخت. او در سال ۱۹۶۱ در نیویورک درگذشت و در «گورستان پاین‌گروو» در «استرلینگ جنوبی» واقع در شهرستان پایک، پنسیلوانیا به خاک سپرده شد.

## در فرهنگ عامه
- جان بارچیلون در سال ۱۹۸۴ رمانی بر پایهٔ زندگی ویتگنشتاین به نام «ولیعهد» نوشت.[۱۰]

- در یکی از قسمت‌های سریال تلویزیونی «مَـش» (M*A*S*H) به نام «پیروزی روحیه»، جیمز استیونس در نقش یک نوازندهٔ پیانوی برگزیده ظاهر می‌شود که در جریان جنگ، آسیب عصبی شدید به دست راستش خورده‌است. چارلز وینچستر (با بازی دیوید اوگدن استایرس) یک پارتیتور از «کنسرتوی پیانو راول برای دست چپ» به وی داده و داستان پاول ویتگنشتاین را برایش تعریف می‌کند و او را تشویق می‌کند که استعداد خدادادی موسیقی‌اش را رها نکند.
- ویتگنشتاین یکی از شخصیت‌های فیلم سینمایی ویتگنشتاین به کارگردانی درک جارمن است که دربارهٔ زندگی برادرش لودویگ ویتگنشتاین است.
- در نیمهٔ دوم رمان «روزهای آخر» اثر «برایان اِوِنسون» اشارات گسترده و زیادی به ویتگنشتاین وجود دارد.[۱۱]
- زندگی پاول ویتگنشتاین، الهام‌بخش ترانه‌ای از نیل هالستند به نام «بازوی ویتگنشتاین» است که در آلبوم «حدس‌ها و شهود واروخوانه» در سال ۲۰۱۲ میلادی منتشر شد.